# Arkadiusz Moryto
Arkadiusz Moryto, né le 31 août 1997 à Cracovie, est un handballeur internationale polonais évoluant au poste d'Ailier droit au sein du KS Kielce.
Il a participé au Championnat du monde 2017, ainsi que l'Euro 2020 et 2022.

## Palmarès

### En club
Compétitions internationales
- Finaliste de la Ligue des champions (2) : 2022 et 2023

Compétitions nationales
- Championnat de Pologne (4) : 2019, 2020, 2021, 2022
- Coupe de Pologne (2) : 2019, 2021

### En équipe nationale
- 17e place au Championnat du monde 2017
- 21e place au Championnat d'Europe 2020
- 13e place au Championnat du monde 2021
- 12e place au Championnat d'Europe 2022